# 日本サぱ協会
日本サぱ協会（にほんさぱきょうかい 英: N-SAPA　Nihon Service Area & Parking Area Association）は、全国の高速道路のサービスエリア、パーキングエリア、ハイウェイオアシスなどの愛好家の非営利団体である。報道機関などへもサービスエリア、パーキングエリアの情報提供を行っている。

## 概要
日本サぱ協会は、高速道路のサービスエリア・パーキングエリア、ハイウェイオアシスをこよなく愛し、全力で楽しみたい人のために、道の楽しさをひとりでも多くの人に伝えたい、タレントの山形みらいと、プロデューサーの青葉美咲が設立したファン協会である。
活動として、サぱの情報交換、サぱの楽しみ方共有、サぱへの要望提案、サぱ道制定(協会員憲章)、ハイウェイサぱミットの開催、日本サぱ協会の聖地認定、3月8日（ＳＡ・ＰＡ）の日・3月サービスエリア月間・8月パーキングエリア月間・8月10日ハイウェイオアシスの日 記念日活動 がある。
ユーザー視点を重視しながら、SAおよびPA運営側にもメリットのある提案をすべく、「SA・PAが好きである」と自負するユーザーが集結し、実のある議論を重ねている。
サぱの情報交換や魅力発信のため「サぱサろん」と呼ばれる施設を運営している。
サぱ協会への入会は無料である。ただし、公式フェイスブックに「いいね！」することが条件。

## サぱ
協会名にも付いているサぱとは高速道路上にあるサービスエリア・パーキングエリアの頭文字（SA・PA）であるとともに、SAとPAをそのままローマ字読みしたものにも掛けてある。サービスエリアとパーキングエリアの明確な違いがないとされている中で、日本サぱ協会ではあえて「サ」「ぱ」と分けることで、利用者が混乱しないよう双方の違いやメリット、魅力を発信してそれぞれの良さを紹介している。
日本サぱ協会が呼称しているサぱには、サービスエリア、パーキングエリア、ハイウェイオアシス という3つの意味を持っている

## サぱの日
「サぱの日」とは語呂合わせで3月8日をサぱの日とし、日本記念日協会より記念日認定をされた日のこと。サぱの日は、サぱを意識して利用していただく日であり、興味関心を持っていただくとともに、サぱで早めの休憩を取ることで、未然に事故を防ぐという交通安全啓蒙活動の日としている。
また、利用者に特に立ち寄っていただきたいサぱ＆HOを「優良サぱ」として日本サぱ協会が聖地認定を行っている。
聖地認定されたサぱは、ドライバーが安心して休憩できる、旅の行程に加えて欲しい、目的地としても日本サぱ協会が自信を持ってお勧めできるスポットとしている。

### 聖地認定されたサぱ
- 東名高速道路 駒門パーキングエリア 上り線
- 東名阪自動車道 大山田パーキングエリア 上り線
- 首都高速道路 川口パーキングエリア 高速川口線上り
- 東名高速道路 鮎沢パーキングエリア 上り線
- 東名高速道路 鮎沢パーキングエリア 下り線(2016年5月24日認定）[9]
- 伊勢湾岸自動車道 刈谷ハイウェイオアシス
- 名神高速道路 大津サービスエリア 上り線（2019年3月8日認定）[9]

## ハイウェイサぱミット
高速道路のSA・PAを、一般ユーザーに、良さや楽しさを伝えるとともに、日本サぱ協会員が様々な議論を交わしながら、「より良いSA・PAを作るために私たちが高速道路会社に提案できることはないだろうか」という趣旨の元、開催されている。

## 沿革
- 2014年
  - 10月28日:日本サぱ協会設立
- 2015年
  - 5月:E1東名高速道路 駒門PAを「日本サぱ協会の聖地」に認定
  - 7月:第27回 愛知サマーセミナー2015 「高速道路SA・PAの楽しみ方」
  - 8月:パーキングエリア月間の実施（東名高速道路 駒門PA上り線・東名阪自動車道 大山田PA上り線）
  - 12月:首都高速道路 川口PA アメリカンドッ君 販促ポスターを設置
- 2016年
  - 2月:3月8日が「サぱの日」 が記念日として日本記念日協会より認定を受ける[11]
  - 2月27日:「サぱの日記念撮影」 （東名高速道路 駒門PA上り線）
  - 3月8日:「サぱの日」イベント開催（首都高速道路 川口PA 高速川口線/上り・東名高速道路 鮎沢PA 上り線・東名高速道路 駒門PA 上り線・東名阪自動車道 大山田PA 上り線・伊勢湾岸自動車道 刈谷ハイウェイオアシス）
  - 8月:ハイウェイサぱミット2016 in 伊豆高原～支部長達の休日～ 開催
  - 8月10日:ハイウェイオアシスの日（刈谷ハイウェイオアシス with 日本サぱ協会イベント開催）
- 2017年
  - 8月:東名高速道路 鮎沢PA下り線を「日本サぱ協会の聖地」に認定
  - 11月3日:サぱサろんオープン
- 2018年
  - 1月:日本サぱ協会 協会員の呼称決定「サぱニティ（SAPAnity）」
  - 8月10日:ハイウェイオアシスの日（刈谷ハイウェイオアシス with 日本サぱ協会イベント開催）
  - 12月2日:どぼくカフェ FCC FORUM 2018「高速道路とサぱ（SAPA）を楽しむ」（宝塚北SAフリーラウンジ）
- 2019年
  - 3月8日:名神高速道路 大津SA上り線、伊勢湾岸自動車道 刈谷ハイウェイオアシスを「日本サぱ協会の聖地」に認定し、下記の6つのSA・PA・HOにて、3月8日「サぱの日」イベントを実施（阪神高速道路 中島PA（5号湾岸線）・泉大津PA（陸側）、名神高速道路 大津SA上り線、東名高速道路 鮎沢PA上り線、中央自動車道 駒ヶ岳SA下り線、伊勢湾岸自動車道 刈谷ハイウェイオアシス
  - 6月：首都高PAグルメグランプリ2019特別審査委員として出席
  - 7月12日:日本サぱ協会厳選！一度は買いたいSA・PAの「五つ星みやげ」（サンエイ新書）7/12発売[12]
- 2020年
  - 2月27日:首都高速道路 大黒PAリニューアルオープン前の内覧会に出席
  - 10月18日:日本サぱ協会「推しのサぱ」
- 2021年
  - 7月:サぱニティ会員証 発行開始
  - 9月:ヤングガンガン SQUARE ENIX　漫画「目的地に到着しました！/ 鮭no.マリネ」監修
  - 12月28日:チョイサぱアワード2021

## メディア出演

### テレビ
- TOKYO MX 「5時に夢中!」追跡ベスト8（2015年5月放送）
- 日本テレビ 「嵐にしやがれ」SAPA飯デスマッチ（2016年3月放送）
- テレビ東京 「車あるんですけど…?」高速サービスエリアマニアのオススメSA巡り（2017年4月放送）
- 日本テレビ 「沸騰ワード10」ゴールデンウィークにザワつく業界＆沸騰島SP～（2017年4月放送）
- NHK Eテレ 「明日も晴れ! 人生レシピ」テーマで行く発見の旅～ 番組情報提供（2017年5月放送）
- フジテレビ 「直撃LIVE グッディ!」」（2017年5月放送）
- CBCテレビ 「花咲かタイムズ」番組情報提供（2017年8月放送）
- 日本テレビ 「スクール革命!」番組情報提供（2017年9月放送）
- テレビ東京 「よじごじDays」（2018年4月放送）
- テレビ東京 「車あるんですけど…?」番組情報提供（2018年5月放送）
- テレビ東京 「よじごじDays」番組情報提供（2018年8月放送）
- フジテレビ 「金曜プレミアム ウワサのお客さま」サービスエリアを陰で操る謎の女帝（2019年4月放送）
- テレビ東京 「リトルトーキョーライフ」（2019年5月放送）
- TBSテレビ 「Nスタ」番組情報提供（2019年8月放送）
- TBSテレビ 「Nスタ」番組情報提供（2019年12月放送）
- 日本テレビ 「シューイチ」東名高速海老名SA 番組情報提供（2020年4月放送）
- 日本テレビ 「スクール革命!」番組情報提供（2020年8月9日放送）
- 日本テレビ 「スクール革命!」番組情報提供（2020年8月30日放送）
- フジテレビ 「アウト×デラックス」車の免許が無いのにSAPAを巡る男、その活動内容とは (2020年11月19日放送)
- 静岡朝日テレビ 「とびっきり!サンデー」新東名サービスエリア オススメグルメBEST3を食べ尽くせ！（2021年8月8日放送）
- NHK総合テレビジョン 「有吉のお金発見 突撃!カネオくん」劇的進化！”サービスエリア”のお金の秘密 (2022年4月9日放送)
- TBSテレビ 「Nスタ」SAとは違うハイウェイオアシス (2022年4月25日放送)
- CBCテレビ 「歩道・車道バラエティ 道との遭遇」全国で2ヵ所だけ!? 国道170号の秘密（2022年4月12日放送）
- 関西テレビ放送 「土曜はナニする!?」「デヴィ夫人が海老名SAにデビュー夫人」（2022年4月30日放送）
- CBCテレビ 「歩道・車道バラエティ 道との遭遇」日本の奇妙な道 名阪国道にある“オメガカーブ”の歴史とその魅力（2022年5月24日放送）

### ラジオ
- ニッポン放送 「垣花正 あなたとハッピー！」（2015年4月放送）
- TOKYO FM 「中西哲生のクロノス」番組内『クロノスPLUS』ゲスト出演（2015年9月放送）
- bayfm 「POWER BAY MORNING」番組内 『デリナビ』ゲスト出演（2015年9月放送）
- ニッポン放送 「土屋礼央 レオなるど」市原SA・横川SA（2016年9月放送）
- 文化放送「玉川美沙 ハピリー」番組内『たまスペ』ドライブ（2017年3月放送）
- NBCラジオ佐賀 「ここ♥らじ」生出演（2017年5月放送）
- K-MIX 「おひるま協同組合」生出演（2018年6月放送）
- J-WAVE 「FURUIT MARKET」WEEKLY SWMMARY（2019年4月放送）
- CBCラジオ 「北野誠のズバリサタデー」（2019年8月放送）

## メディア掲載

### 雑誌
- 女性セブン 刈谷ハイウェイオアシス特集（2015年5月14日・21日合併号）
- 女性自身  刈谷ハイウェイオアシス特集（2015年7月21日号）
- 小学館  女性セブン vol.43 「わざわざ行きたい、最新のサービスエリア12」（2016年12月1日号）
- 小学館  女性セブン「わざわざ行きたい！全国SA・PA旨いものグランプリ」特集・コメント掲載（2018年9月27日号）
- 小学館  女性セブン「高速SA・PA マル得ガイド」特集・コメント掲載(2019年5月16日号)
- 交通タイムス社 CARトップ 4月号「推しのサぱ2020」（2021年2月）

### 刊行誌
- 旬刊高速道路 No.1797（全国高速道路建設協議会）「新刊紹介」に掲載（2019年8月25日）
- 公益社団法人日本道路協会月刊誌「道路」 11月号（巻頭特集カラー6ページ）「高速道路の最前線SA・PAの魅力と役割」 日本サぱ協会会長山形みらいインタビュー（2019年11月号）

### 新聞
- 日本経済新聞 NIKKEIプラス1 何でもランキング（web版）「絶景！達人お薦め、高速道路のSA・PA」（2015年7月）
- 日本経済新聞 NIKKEIプラス1 何でもランキング（7月25日号）「帰省の味方 眺望の自慢のSA・PA」（2015年7月）
- 読売新聞 「高速道路のSAPAお土産充実」インタビューコメント（2018年1月）
- 大阪建設工業新聞  人気の宝塚SAで「土木フォーラム」(2018年12月4日)
- 東京新聞  美味加速 海老名SA まるでデパ地下 限定出店で「スペシャル感」（2019年4月）
- 日本経済新聞 NIKKEIプラス1 何でもランキング「1日中楽しめる高速のSA・PA」（2022年2月19日号）

### Webメディア
- NEWSポストセブン 「刈谷ハイウェイオアシスをルートアイドルが紹介」（2015年5月）
- Yahoo!ニュース Infoseek News 「刈谷ハイウェイオアシス人気の秘密」（2015年7月）
- 首都高NEWS 「めざせ！PA通」9･10月号 川口パーキングエリア（2015年9月）
- 首都高NEWS 「めざせ！PA通」11･12月号 大黒パーキングエリア（2015年11月）
- 首都高NEWS 「めざせ！PA通」3･4月号 八潮パーキングエリア（2016年3月）
- 首都高NEWS 「めざせ！PA通」5･6月号 平和島パーキングエリア（2016年5月）
- 首都高NEWS 「めざせ！PA通」7･8月号 加平パーキングエリア（2016年7月）
- 首都高NEWS 「めざせ！PA通」9･10月号 市川パーキングエリア（2016年9月）
- 首都高NEWS 「めざせ！PA通」11･12月号 大井パーキングエリア（2016年11月）
- 首都高NEWS 「めざせ！PA通」1･2月号 代々木パーキングエリア（2017年1月）
- 首都高NEWS 「めざせ！PA通」3･4月号 大黒パーキングエリア（2017年3月）
- 首都高NEWS 「めざせ！PA通」5･6月号 川口パーキングエリア（2017年5月）
- 首都高NEWS 「めざせ！PA通」7･8月号 平和島パーキングエリア（2017年7月）
- GAZOO トヨタ自動車のクルマ情報サイト～高速道路をこよなく愛する団体「日本サぱ協会」とは？～（2018年11月）
- NEWSポストセブン 「新名神の新スポット「PIT SUZUKA」の絶品グルメ６」「GW、ハイウェイタレント・山形みらいが紹介する淡路SAの魅力」（2019年4月）
- CURRENT LIFE 高速道路を愛好し、研究対象とする方たちの集まり「日本サぱ協会」という存在をご存知ですか？（2019年7月）
- アーバンライフメトロ 立ち寄ったら絶対買いたい　首都圏SA・PA「五つ星お土産」5選（2019年10月）
- ダ・ヴィンチニュース 「日本サぱ協会厳選！一度は買いたいSA・PAの「五つ星みやげ」に関する記事 が掲載（2019年11月）
- リクルート「メシ通」 全国のサービスエリアを巡った達人がすすめる「高速道路で一度は寄りたい、味なSA＆PA」（2019年12月）
- じゃらんニュース 【関西】サービスエリア「必食グルメ」58選！（2019年12月）
- じゃらんニュース 【関西】サービスエリアで買える「お土産」10選。帰省の手土産にもおすすめ！（2019年12月）
- じゃらんニュース 関西・中国・四国 じゃらん 1月号「人気のSA・PA徹底ガイド」(カラー12ページ) 監修（2019年12月）
- 国土交通省 『グラスプ（Grasp）』vol.14「道」が変わる新たなチャレンジ！山形みらいのインタビューが掲載（2020年1月）
- 「首都高大黒PA 3/1リニューアルオープン！日本サぱ協会の内覧会レポート！」が、トゥギャッターまとめ 「編集部本日のイチオシ」 に選ばれた（2020年3月）
- アーバンライフメトロ リニューアルから1カ月なぜか牛鍋が食べられる「大黒PA」の魅力を振り返る(2020年4月)
- 小学館 WEBファッションマガジン「Precious.jp」唯一無二の「ハイウェイタレント」山形みらいさんに聞いたマニアがおおすすめ！旅行ついでに立ち寄りたい「西日本のSAPA」3選（2020年9月16日）
- 小学館 WEBファッションマガジン「Precious.jp」唯一無二の「ハイウェイタレント」山形みらいさんに聞いたマニアが厳選！旅行をより充実させる「東京近郊のSAPA」3選（2020年9月18日）
- 小学館 WEBファッションマガジン「Precious.jp」全国のSAPAを訪れた「ハイウェイタレント」山形みらいさんに聞いた行楽の秋に立ち寄りたい！リニューアル尽くしの「注目SAPA」4選（2020年11月3日）
- KINTO クルマのサブスク、トヨタから 「東名高速トリビアとSA・PAグルメをめぐる旅【東京→愛知】」（2021年2月23日）

## 書籍
- 日本サぱ協会 著・山形みらい 監修『日本サぱ協会厳選！一度は買いたいSA・PAの「五つ星みやげ」』三栄〈サンエイ新書〉、2019年7月、223頁[12]。 ISBN 978-4-7796-3963-0